# 14694 Skurat
14694 Skurat (2000 AR145) là một tiểu hành tinh vành đai chính được phát hiện ngày 6 tháng 1 năm 2000, bởi nhóm nghiên cứu tiểu hành tinh gần Trái Đất phòng thí nghiệm Lincoln ở Socorro.